# والتر وودز
والتر وودز (بالإنجليزية: Walter Woods)‏ هو سياسي أسترالي، ولد في 28 ديسمبر 1861 في أستراليا، وتوفي في 28 فبراير 1939 في هوبارت في أستراليا. حزبياً، نشط في حزب العمال الأسترالي. وقد انتخب عضو مجلس نواب تسمانيا.